# ماريوس فيكتورينوس
غايوس ماريوس فيكتورينوس، وأحيانا يشار إلى مجرد (Victorinus)، هو النحوي الروماني، أستاذ البلاغة وأفلاطوني فيلسوف والأفريقية التي كتبها (Propablement) الولادة في تيبازة تيفاش ولاية سوق أهراس اليوم في عصر نوميديا (ومن هنا لقبه أفير)، الذي عاش في عهد قسطنطين.

## تاريخ
ولد ماريوس حول 288 وتوفي حوالي 367، كان الفيلسوف الشهير واحد من المعلمين الأكثر شهرة في خطاب في روما، وقال انه هو صاحب العمل الفلسفي الشهير والضخم دي (Definitionibus) نسبت خطأ إلى بوثيوس، كانت معرفة «ماريوس فيكتورينوس» موسوعية، وكان لديه أطروحات على المقاييس والجغرافيا والطب والنحوي.
درس الخطاب في روما (أحد تلاميذه كان القديس جيروم)، وفي سن الشيخوخة اعتنق المسيحية، ويعتقد أن تحويله كان له تأثير كبير على ذلك من مواطنه القديس أوغسطين. عندما نشر الإمبراطور جوليان مرسوما حوالي 362 منع المسيحيين من إعطاء دروس، أغلق «فيكتورينوس» مدرسته.
ترجم «ماريوس فيكتورينوس» عدة أعمال لأفلاطون وأرسطو. وهو أيضا مؤلف التعليق على دي inventione شيشرون، الذي أكتشف في الفاتيكان.

## تحوّله إلى الإيمان المسيحي
وردت قصة تحوّله إلى الإيمان المسيحي في كتاب «الاعترافات» للقديس أوغسطينوس. إذ سمع عنه القديس أوغسطين وعرف أنه قبل الإيمان المسيحي بسماعه عن الأنبا أنطونيوس القبطي خلال كتاب البابا أثناسيوس عنه، فتأثر جدًا وقرر التوبة والرجوع الكنيسة ونوال العماد (الاعترافات 8: 2-5).
درس الكتاب المقدس وكتابات الآباء المسيحيين في سن متأخر جدًا بغيرة متقدة فاقتنع بالحق المسيحي.

## التشكك في إيمانه
سمع سيمبلشيان (Simplician) الذي صار فيما بعد أسقف ميلان أنه قد صار مسيحيًا، فرفض أن يحسبه هكذا حتى يراه في الكنيسة، سأله سيمبلشيان: «أية جدران لمبان تجعل الناس مسيحيين؟»
واضح أن بعض أصدقائه تشككوا في البداية في أمر مسيحيته، لكن زال هذا الشك عنهم، فقد سجل نفسه في سجل الموعوظين لمدة قصيرة ثم نال العماد وأعلن قبول قانون الإيمان علانية. (ستجد المزيد عن هؤلاء القديسين هنا في موقع الأنبا تكلا في أقسام السير والسنكسار والتاريخ وأقوال الآباء).
يخبرنا القديس أوغسطينوس عن الفرح الذي اجتاز الأوساط المسيحية في روما بتحوله إلى الإيمان المسيحي، حدث هذا حتمًا قبل نهاية مُلك قنسطنطيوس عام 361 م. وبقي حتى سنة 362 يعلم البلاغة في روما عندما أصدر «جوليان» أمرًا بمنع قيام أي مسيحي بممارسة التعليم العلني، فانسحب «فيكتورينوس» من هذا العمل.